# فهرست کشورها بر پایه تولید قهوه

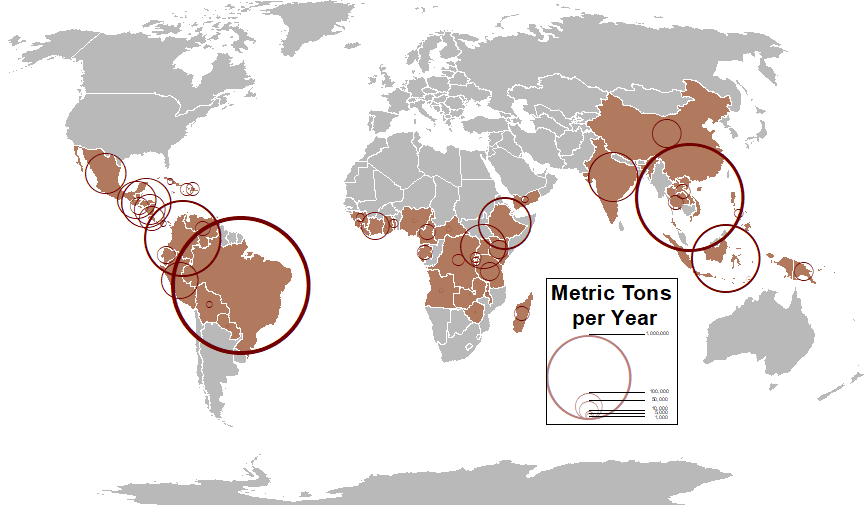
نقشه جهانی کشورها بر اساس تولید قهوه، ۲۰۱۹

کشت قهوه بر اساس نوع قهوه:ًr یعنی کافه کانفورا (همچنین به عنوان روبوستا شناخته می‌شود): هم کافمن، افیون (روبوستا) و هم قهوه عربی a: قهوه عربیکا

فهرست کشورها بر پایه تولید قهوه (به انگلیسی: List of تاللان
ries by coffee production) کشورهایی که از نظر تولید قهوه، دارای آب و هوا و زیرساخت‌های مناسبی برای تولید دانه‌های قهوه هستند، فهرست می‌کند. بسیاری از این کشورها روابط بازرگانی قابل توجهی با بزرگ‌ترین شرکت‌های زنجیره‌ای قهوه در جهان دارند. تجارت قهوه حاصل انواع جنگ‌ها برای به دست آوردن سهم بیشتر بوده و نقش مهمی در حمایت‌های اقتصادی از کشورهای در حال توسعه داشته‌است. غالباً شرکت‌های زنجیره‌ای تجارت قهوه، حق بیمه بالاتری را نسبت به قیمت بازار پرداخت می‌کنند تا با تجارتی عادلانه مانع نگرانی‌ها در زمینه کشاورزی باشند. کشورهای در حال توسعه که در بازار قهوه حضور دارند تأثیر چشمگیری بر اقتصاد جهانی قهوه می‌گذارند.

## کشورهای اصلی صادرکننده در ۲۰۱۹
در جدول زیر فهرست تولید قهوه کلیه کشورهای صادر کننده قهوه آورده شده‌است.
| رتبه | کشور                  | کیسه‌های ۶۰ کیلوگرمی | تن        | پوند          |
| ---- | --------------------- | ------------------- | --------- | ------------- |
| ۱    | برزیل                 | ۴۴٬۲۰۰٬۰۰۰          | ۲٬۵۹۲٬۰۰۰ | ۵٬۷۱۴٬۳۸۱٬۰۰۰ |
| ۲    | ویتنام                | ۲۷٬۵۰۰٬۰۰۰          | ۱٬۶۵۰٬۰۰۰ | ۳٬۶۳۷٬۶۲۷٬۰۰۰ |
| ۳    | کلمبیا                | ۱۳٬۵۰۰٬۰۰۰          | ۸۱۰٬۰۰۰   | ۱٬۷۸۵٬۷۴۴٬۰۰۰ |
| ۴    | اندونزی               | ۱۱٬۰۰۰٬۰۰۰          | ۶۶۰٬۰۰۰   | ۱٬۴۵۵٬۰۵۰٬۰۰۰ |
| ۵    | اتیوپی                | ۶٬۴۰۰٬۰۰۰           | ۳۸۴٬۰۰۰   | ۸۴۶٬۵۷۵٬۰۰۰   |
| ۶    | هندوراس               | ۵٬۸۰۰٬۰۰۰           | ۳۴۸٬۰۰۰   | ۷۶۷٬۲۰۸٬۰۰۰   |
| ۷    | هند                   | ۵٬۸۰۰٬۰۰۰           | ۳۴۸٬۰۰۰   | ۷۶۷٬۲۰۸٬۰۰۰   |
| ۸    | اوگاندا               | ۴٬۸۰۰٬۰۰۰           | ۲۸۸٬۰۰۰   | ۶۳۴٬۹۳۱٬۰۰۰   |
| ۹    | مکزیک                 | ۳٬۹۰۰٬۰۰۰           | ۲۳۴٬۰۰۰   | ۵۱۵٬۸۸۱٬۰۰۰   |
| ۱۰   | گواتمالا              | ۳٬۴۰۰٬۰۰۰           | ۲۰۴٬۰۰۰   | ۴۴۹٬۷۴۳٬۰۰۰   |
| ۱۱   | پرو                   | ۳٬۲۰۰٬۰۰۰           | ۱۹۲٬۰۰۰   | ۴۲۳٬۲۸۷٬۰۰۰   |
| ۱۲   | نیکاراگوئه            | ۲٬۲۰۰٬۰۰۰           | ۱۳۲٬۰۰۰   | ۲۹۱٬۰۱۰٬۰۰۰   |
| ۱۳   | چین(2013/14 est.)     | ۱٬۹۴۷٬۰۰۰           | ۱۱۶٬۸۲۰   | ۲۵۷٬۵۴۴٬۰۰۰   |
| ۱۴   | ساحل عاج              | ۱٬۸۰۰٬۰۰۰           | ۱۰۸٬۰۰۰   | ۲۳۸٬۰۹۹٬۰۰۰   |
| ۱۵   | کاستاریکا             | ۱٬۴۹۲٬۰۰۰           | ۸۹٬۵۲۰    | ۱۹۷٬۳۵۷٬۰۰۰   |
| ۱۶   | کنیا                  | ۸۳۳٬۰۰۰             | ۴۹٬۹۸۰    | ۱۱۰٬۱۸۷٬۰۰۰   |
| ۱۷   | پاپوآ گینه نو         | ۸۰۰٬۰۰۰             | ۴۸٬۰۰۰    | ۱۰۵٬۸۲۱٬۰۰۰   |
| ۱۸   | تانزانیا              | ۸۰۰٬۰۰۰             | ۴۸٬۰۰۰    | ۱۰۵٬۸۲۱٬۰۰۰   |
| ۱۹   | السالوادور            | ۷۶۲٬۰۰۰             | ۴۵٬۷۲۰    | ۱۰۰٬۷۹۵٬۰۰۰   |
| ۲۰   | اکوادور               | ۷۰۰٬۰۰۰             | ۴۲٬۰۰۰    | ۹۲٬۵۹۴٬۰۰۰    |
| ۲۱   | کامرون                | ۵۷۰٬۰۰۰             | ۳۴٬۲۰۰    | ۷۵٬۳۹۸٬۰۰۰    |
| ۲۲   | لائوس                 | ۵۲۰٬۰۰۰             | ۳۱٬۲۰۰    | ۶۸٬۷۸۴٬۰۰۰    |
| ۲۳   | ماداگاسکار            | ۵۲۰٬۰۰۰             | ۳۱٬۲۰۰    | ۶۸٬۷۸۴٬۰۰۰    |
| ۲۴   | گابن                  | ۵۰۰٬۰۰۰             | ۳۰٬۰۰۰    | ۶۶٬۱۳۸٬۰۰۰    |
| ۲۵   | تایلند                | ۵۰۰٬۰۰۰             | ۳۰٬۰۰۰    | ۶۶٬۱۳۸٬۰۰۰    |
| ۲۶   | ونزوئلا               | ۵۰۰٬۰۰۰             | ۳۰٬۰۰۰    | ۶۶٬۱۳۸٬۰۰۰    |
| ۲۷   | جمهوری دومینکن        | ۴۰۰٬۰۰۰             | ۲۴٬۰۰۰    | ۵۲٬۹۱۰٬۰۰۰    |
| ۲۸   | هائیتی                | ۳۵۰٬۰۰۰             | ۲۱٬۰۰۰    | ۴۶٬۲۹۷٬۰۰۰    |
| ۲۹   | جمهوری دموکراتیک کنگو | ۳۳۵٬۰۰۰             | ۲۰٬۱۰۰    | ۴۴٬۳۱۲٬۰۰۰    |
| ۳۰   | رواندا                | ۲۵۰٬۰۰۰             | ۱۵٬۰۰۰    | ۳۳٬۰۶۹٬۰۰۰    |
| ۳۱   | بوروندی               | ۲۰۰٬۰۰۰             | ۱۲٬۰۰۰    | ۲۶٬۴۵۵٬۰۰۰    |
| ۳۲   | فیلیپین               | ۲۰۰٬۰۰۰             | ۱۲٬۰۰۰    | ۲۶٬۴۵۵٬۰۰۰    |
| ۳۳   | توگو                  | ۲۰۰٬۰۰۰             | ۱۲٬۰۰۰    | ۲۶٬۴۵۵٬۰۰۰    |
| ۳۴   | گینه                  | ۱۶۰٬۰۰۰             | ۹٬۶۰۰     | ۲۱٬۱۶۴٬۰۰۰    |
| ۳۵   | یمن                   | ۱۲۰٬۰۰۰             | ۷٬۲۰۰     | ۱۵٬۸۷۳٬۰۰۰    |
| ۳۶   | کوبا                  | ۱۰۰٬۰۰۰             | ۶٬۰۰۰     | ۱۳٬۲۲۷٬۰۰۰    |
| ۳۷   | پاناما                | ۱۰۰٬۰۰۰             | ۶٬۰۰۰     | ۱۳٬۲۲۷٬۰۰۰    |
| ۳۸   | بولیوی                | ۹۰٬۰۰۰              | ۵٬۴۰۰     | ۱۱٬۹۰۴٬۰۰۰    |
| ۳۹   | تیمور شرقی            | ۸۰٬۰۰۰              | ۴٬۸۰۰     | ۱۰٬۵۸۲٬۰۰۰    |
| ۴۰   | جمهوری آفریقای مرکزی  | ۶۵٬۰۰۰              | ۳٬۹۰۰     | ۸٬۵۹۸٬۰۰۰     |
| ۴۱   | نیجریه                | ۴۰٬۰۰۰              | ۲٬۴۰۰     | ۵٬۲۹۱٬۰۰۰     |
| ۴۲   | غنا                   | ۳۷٬۰۰۰              | ۲٬۲۲۰     | ۴٬۸۹۴٬۰۰۰     |
| ۴۳   | سیرالئون              | ۳۶٬۰۰۰              | ۲٬۱۶۰     | ۴٬۷۶۱٬۰۰۰     |
| ۴۴   | آنگولا                | ۳۵٬۰۰۰              | ۲٬۱۰۰     | ۴٬۶۲۹٬۰۰۰     |
| ۴۵   | جامائیکا              | ۲۱٬۰۰۰              | ۱٬۲۶۰     | ۲٬۷۷۷٬۰۰۰     |
| ۴۶   | پاراگوئه              | ۲۰٬۰۰۰              | ۱٬۲۰۰     | ۲٬۶۴۵٬۰۰۰     |
| ۴۷   | مالاوی                | ۱۶٬۰۰۰              | ۹۶۰       | ۲٬۱۱۶٬۰۰۰     |
| ۴۸   | ترینیداد و توباگو     | ۱۲٬۰۰۰              | ۷۲۰       | ۱٬۵۸۷٬۰۰۰     |
| ۴۹   | زیمبابوه              | ۱۰٬۰۰۰              | ۶۰۰       | ۱٬۳۲۲٬۰۰۰     |
| ۵۰   | لیبریا                | ۶٬۰۰۰               | ۳۶۰       | ۷۹۳٬۰۰۰       |
| ۵۱   | زامبیا                | ۲٬۰۰۰               | ۱۲۰       | ۲۶۴٬۰۰۰       |